# Outrider (album)
Outrider is een studioalbum van de Engelse gitarist en muziekproducent Jimmy Page. 

## Inleiding
Het was zijn eerste en, tot nu toe (gegevens 2019), enige soloalbum en het was voor het eerst dat hij een album opnam buiten Atlantic Records en Swan Song Records om. Page nam het album op in zijn eigen studio, The Sol.  Hij nodigde daar, onder andere, zanger en oud collega van Led Zeppelin, Robert Plant voor uit. Plant verzorgde de zang op het nummer "The Only One". Jason Bonham, de zoon van de in 1980 overleden drummer van Led Zeppelin John Bonham, speelt drums op het album. Outrider stond gepland om als dubbelalbum te verschijnen. Maar tijdens de eerste opnamesessies werd er ingebroken in Page’s huis en werden er, onder andere, demo's buitgemaakt die gebruikt zouden worden voor het album. Page nam na de inbraak geen nieuwe demo’s meer op om te gebruiken voor het album, zodoende verscheen het niet als dubbelalbum.
Tijdens een interview in 2009 met het Engelse muziektijdschrift Uncut, zei Page over het album   : 
Outrider is best een goed album. Het is heel puur, vergeleken met al die gelikte albums die toendertijd uitkwamen. Het verkocht niet echt goed, dat maakte niet uit. Ik ging eindelijk weer op tournee. Tijdens de tour speelde ik muziek die helemaal terugging naar The Yardbirds. En Jason (Bonham) was de drummer tijdens de tour.
Het album bereikte nummer 26 in de Amerikaanse Billboard 200 en nummer 27 in de Britse UK Albums Chart. In de VS ontving Jimmy Page een gouden plaat voor de verkoop van 500.000 exemplaren. In Nederland werd de albumlijst niet gehaald.

## Concerttour
Naar aanleiding van het verschijnen van Outrider, verzorgde Page in het najaar van 1988 (september-november) een concerttour door de VS en Engeland.

## Nummers
| Nr. | Titel                                                        | Duur |
| --- | ------------------------------------------------------------ | ---- |
| 1.  | Wasting My Time (Page, John Miles)                           | 4:28 |
| 2.  | Wanna Make Love (Page, Miles)                                | 5:20 |
| 3.  | Writes of Winter (Page)                                      | 3:27 |
| 4.  | The Only One (Page, Plant)                                   | 4:27 |
| 5.  | Liquid Mercury (Page)                                        | 3:04 |
| 6.  | Hummingbird (Leon Russell)                                   | 5:22 |
| 7.  | Emerald Eyes (Page)                                          | 3:20 |
| 8.  | Prison Blues (Page, Chris Farlowe)                           | 7:10 |
| 9.  | Blues Anthem (If I Cannot Have Your Love...) (Page, Farlowe) | 3:24 |

Hummingbird is een cover van een nummer van Leon Russell van zijn elpee Leon Russell.

## Musici
- Jimmy Page - akoestische gitaar, elektrische gitaar, synthesizer, achtergrondzang
- Barriemore Barlow - drums, percussie (nr. 5, 7)
- Jason Bonham - drums, percussie (nr. 1, 2, 3, 4, 6, 8, 9)
- Chris Farlowe - zang (nr. 6, 8, 9)
- John Miles - zang (nr. 1, 2)
- Robert Plant - zang (nr. 4)
- Tony Franklin - basgitaar (nr. 1)
- Felix Krish - basgitaar (nr. 4, 5, 7, 8, 9)
- Durban Laverde - basgitaar (nr. 2, 3, 6)

## Productie en techniek
- Jimmy Page - producer
- Leif Mases - geluidstechnicus, mixing
- Dick Beetham - assistent-technicus
- Steve Hoyland - assistent-technicus
- George Marino - mastering (Sterling Sound, New York)
- Jean Luke Epstein - hoesontwerp
- Peter Ashworth - fotografie